# Burgdorf (Region Hannover)
 For alternative betydninger, se Burgdorf. (Se også artikler, som begynder med Burgdorf)
Burgdorf er en by i Region Hannover i Niedersachsen, Tyskland. Den ligger ca. 22 km nordøst for Hannover.

## Venskabsby
- Burgdorf (Schweiz)